# 94 Ceti b
94 Ceti b (auch HD 19994 A b) ist ein Exoplanet, der den gelben Zwerg 94 Ceti alle 540 Tage umkreist. Die große Halbachse der Umlaufbahn beträgt ca. 1,4 Astronomische Einheiten, die Masse knapp 1,7 Jupitermassen (ca. 540 Erdmassen). Er ist am stabilsten, wenn seine Neigung etwa 65 oder 115 beträgt. Der Exoplanet wurde mit Hilfe der Radialgeschwindigkeitsmethode entdeckt (Mayor et al., 2000).